# Gesteeld sterrenkroos
Gesteeld sterrenkroos (Callitriche brutia var. hamulata, synoniem: Callitriche hamulata) is een waterplant, die behoort tot de weegbreefamilie (Plantaginaceae). De plant komt van nature voor in Europa en Groenland. Het aantal chromosomen is 2n = 38.
De plant wordt 10-45 cm hoog. De ondergedoken, 1,5-3 cm lange en 0,3–0,5 mm brede lijn-lancetvormige bladeren zijn aan de basis met elkaar vergroeid. De bladtop heeft een brede, oppervlakkige of diepe insnijding. Het haaksterrenkroos heeft een smalle, oppervlakkige of diepe insnijding. De drijvende, 5–8 mm lange bladeren zitten in een bladrozet aan de top van de stengel. Op de stengel en het blad komen schildvormige, tot 0,1 mm brede haren voor.
Gesteeld sterrenkroos bloeit van april tot in oktober in de oksels van de bladeren. Er zit maar een bloem in een bladoksel. De vrouwelijke, zittende bloem bestaat enkel uit een vruchtbeginsel met twee zeer lange, draadvormige, sterk teruggeslagen stijlen, die stijf tussen de twee deelvruchtjes liggen. De mannelijke bloem bestaat enkel uit een meeldraad. Het stuifmeel is doorzichtig. De schutbladen zijn sikkelvormig.
De bijna ronde, donkergroene, ongeveer 1 mm lange en 1,5 mm brede vrucht is een vierdelige, smal gevleugelde splitvrucht. De vleugelrand van de deelvruchten is 0,05-0,3 mm breed. De vruchten zijn zittend of hebben maximaal een 2 mm lange steel.

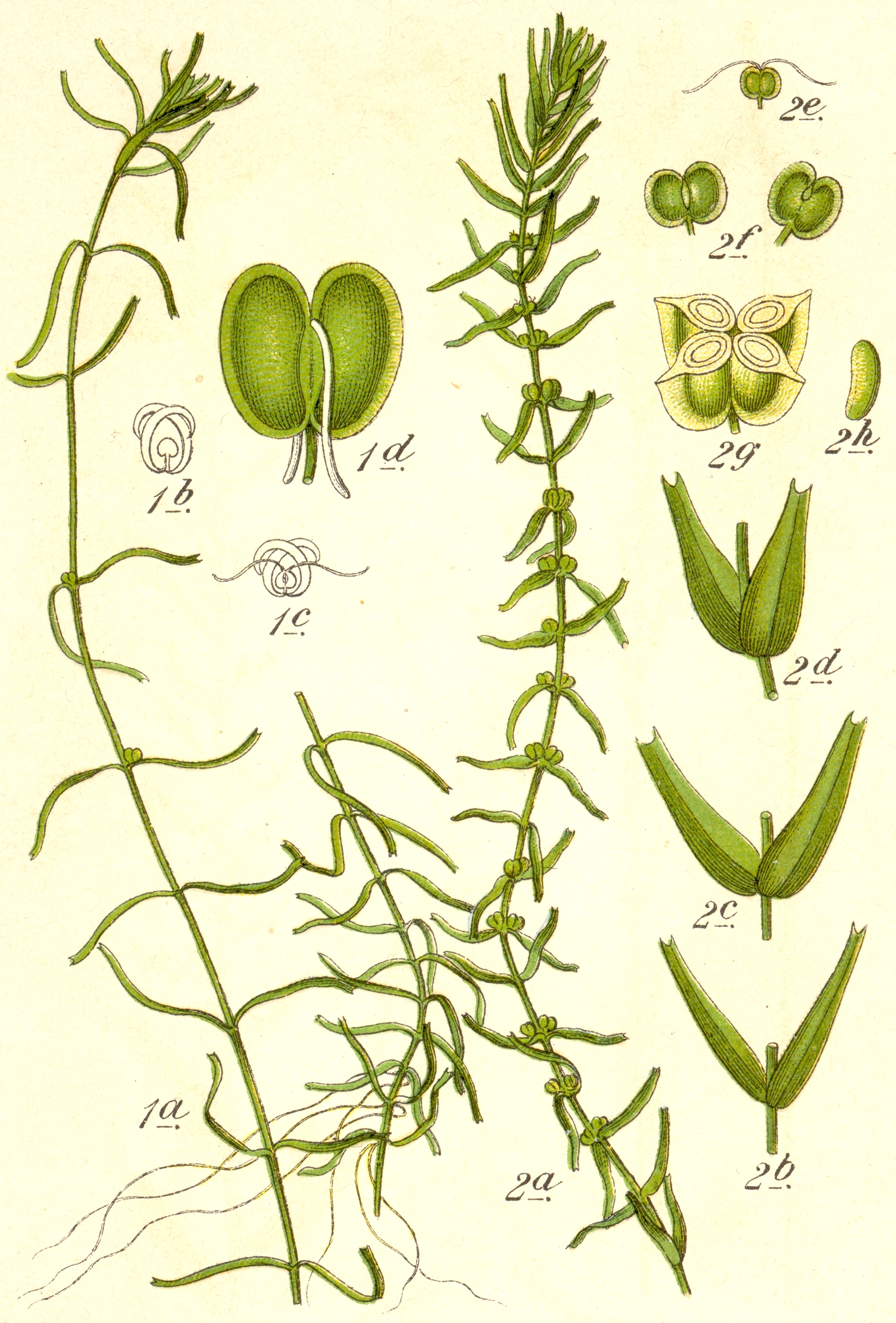
1 = Gesteeld sterrenkroos
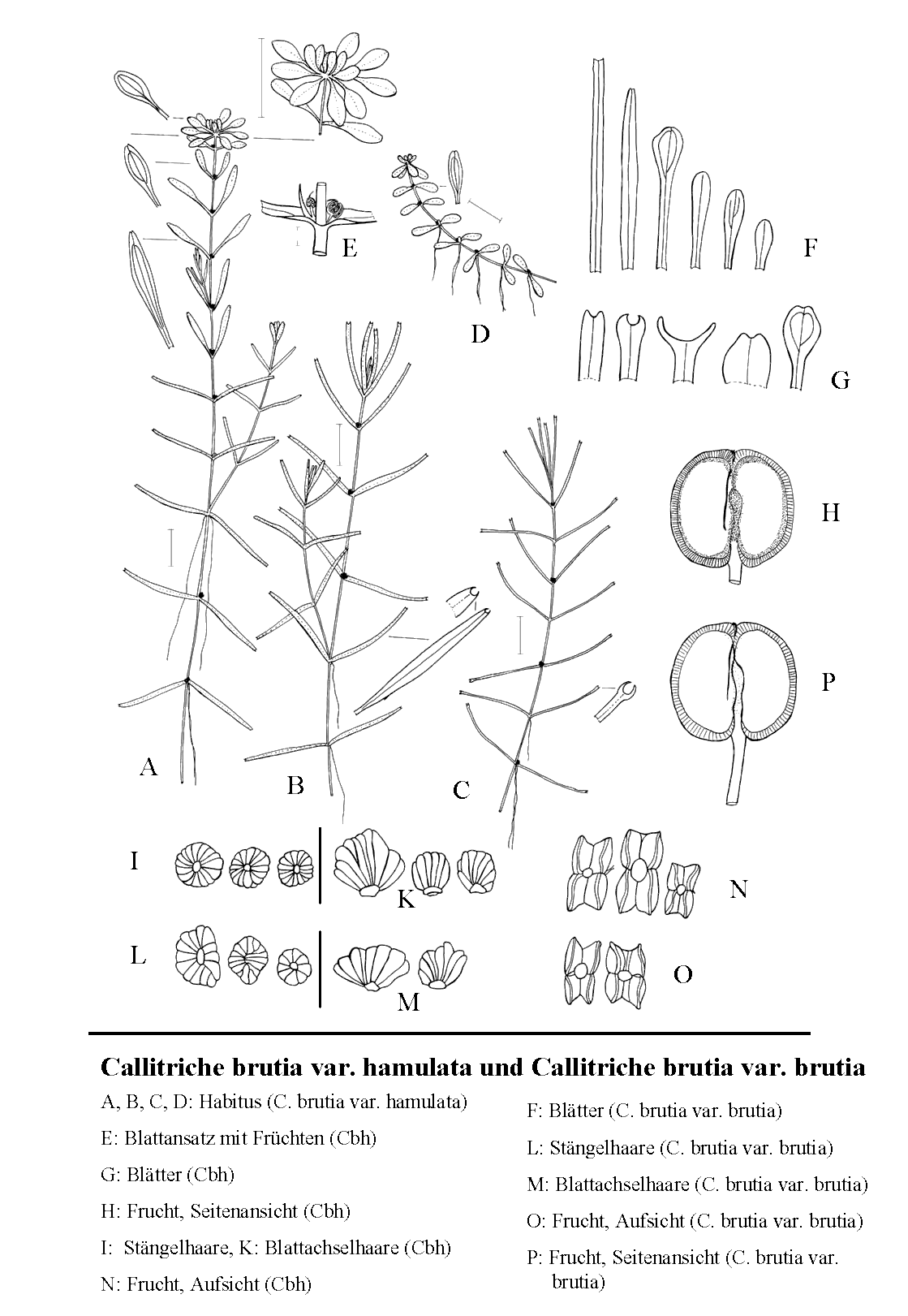
Callitriche brutia var. hamulata: E=bladoksels met vruchten, G=bladeren, H=vrucht (zijaanzicht), I=stengelharen, K-bladokselharen, N=vrucht (bovenaanzicht) Callitriche brutia var. brutia: F=bladeren, L=stengelharen, M=bladokselharen, O=vrucht (bovenaanzicht), P=vrucht (zijaanzicht).
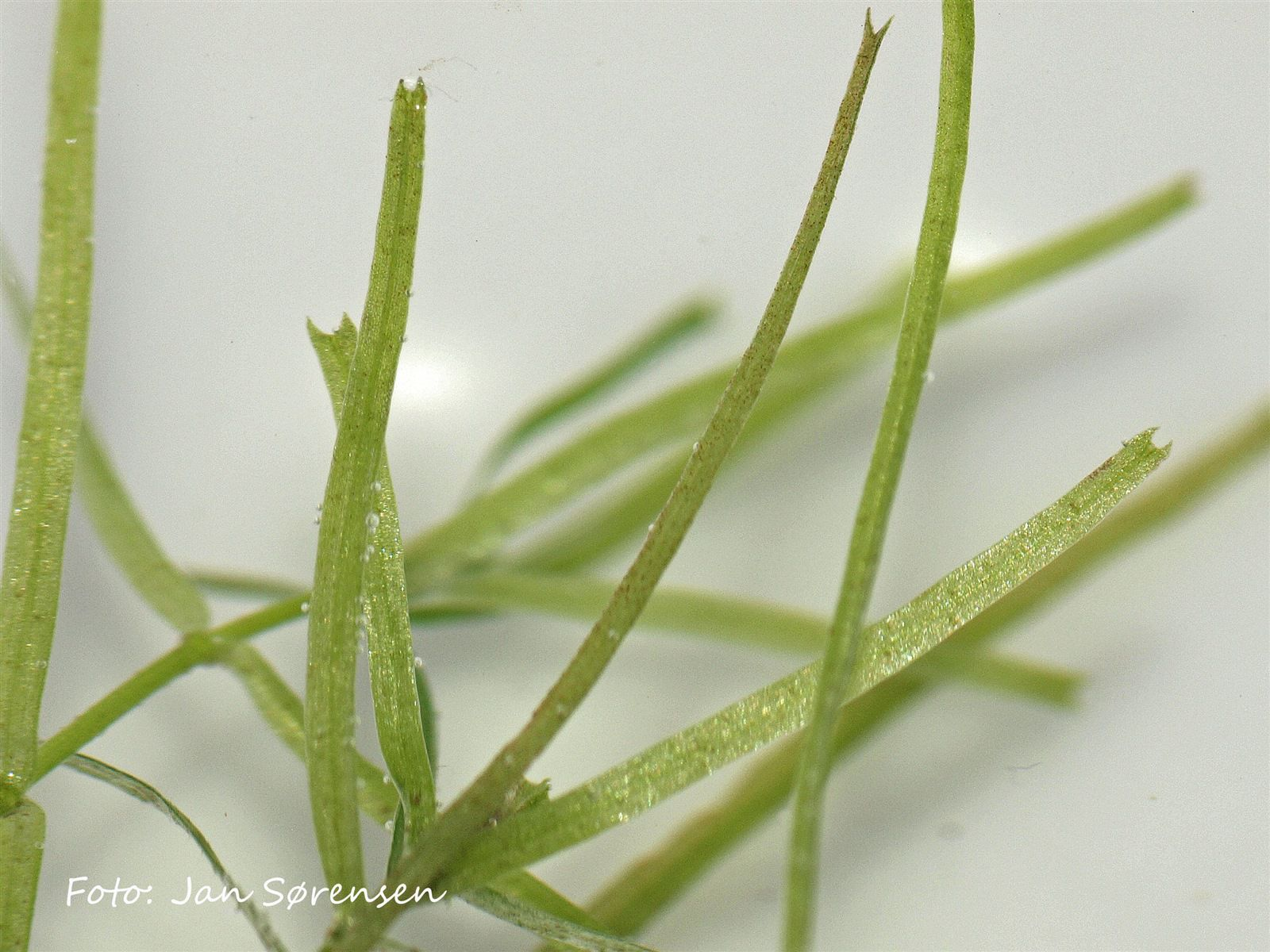
Bladeren
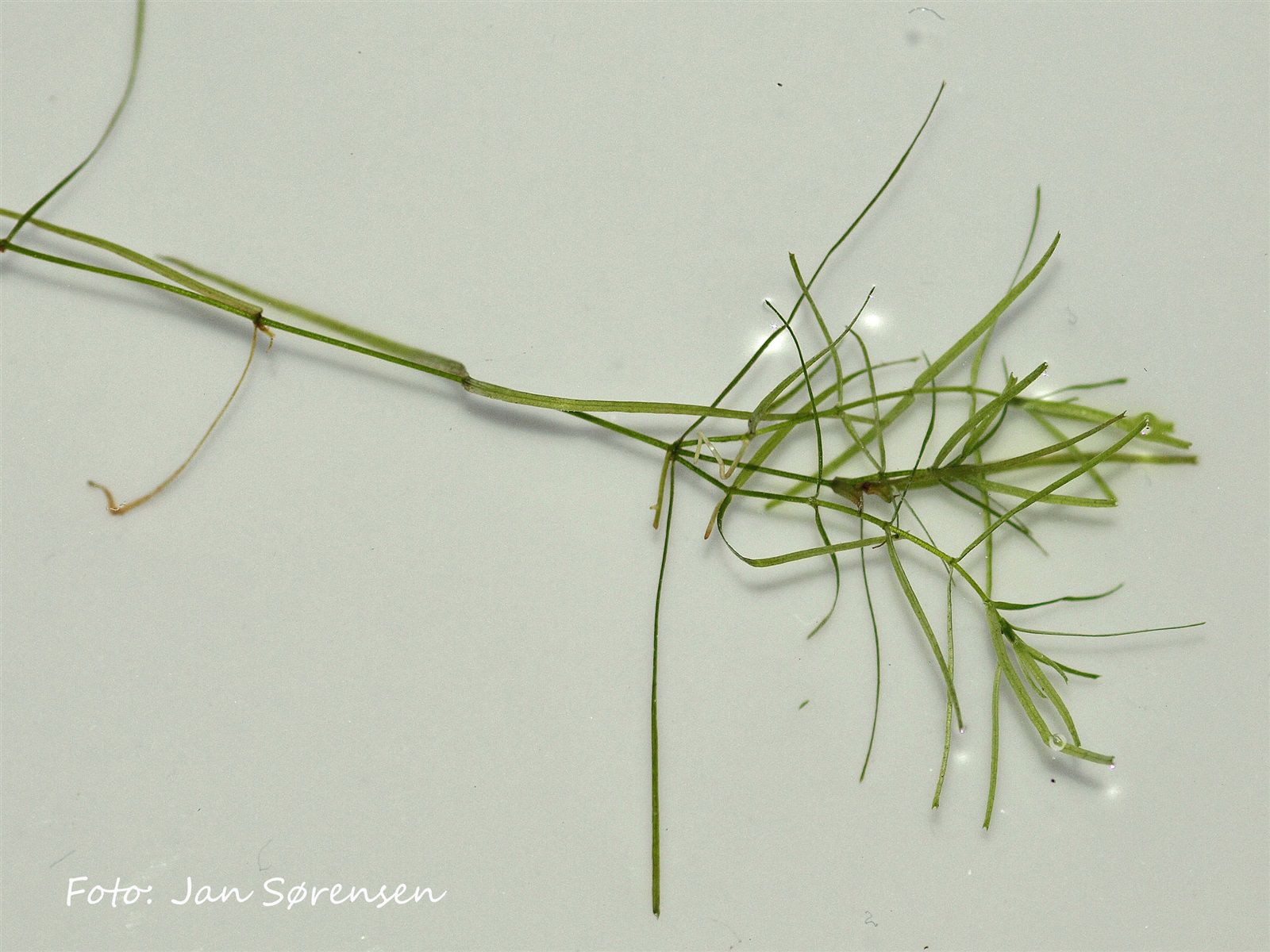
Stengel
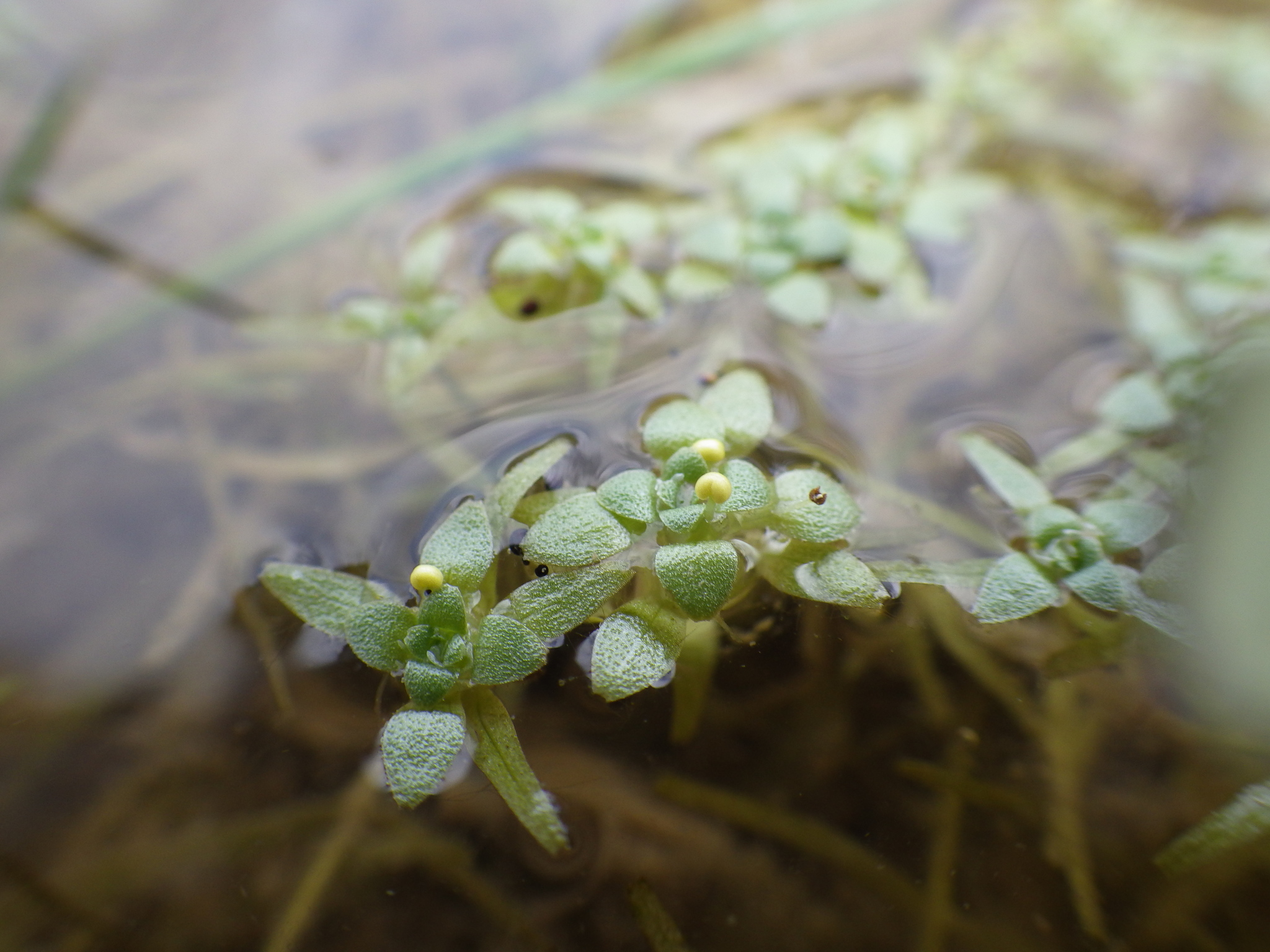
Meeldraad
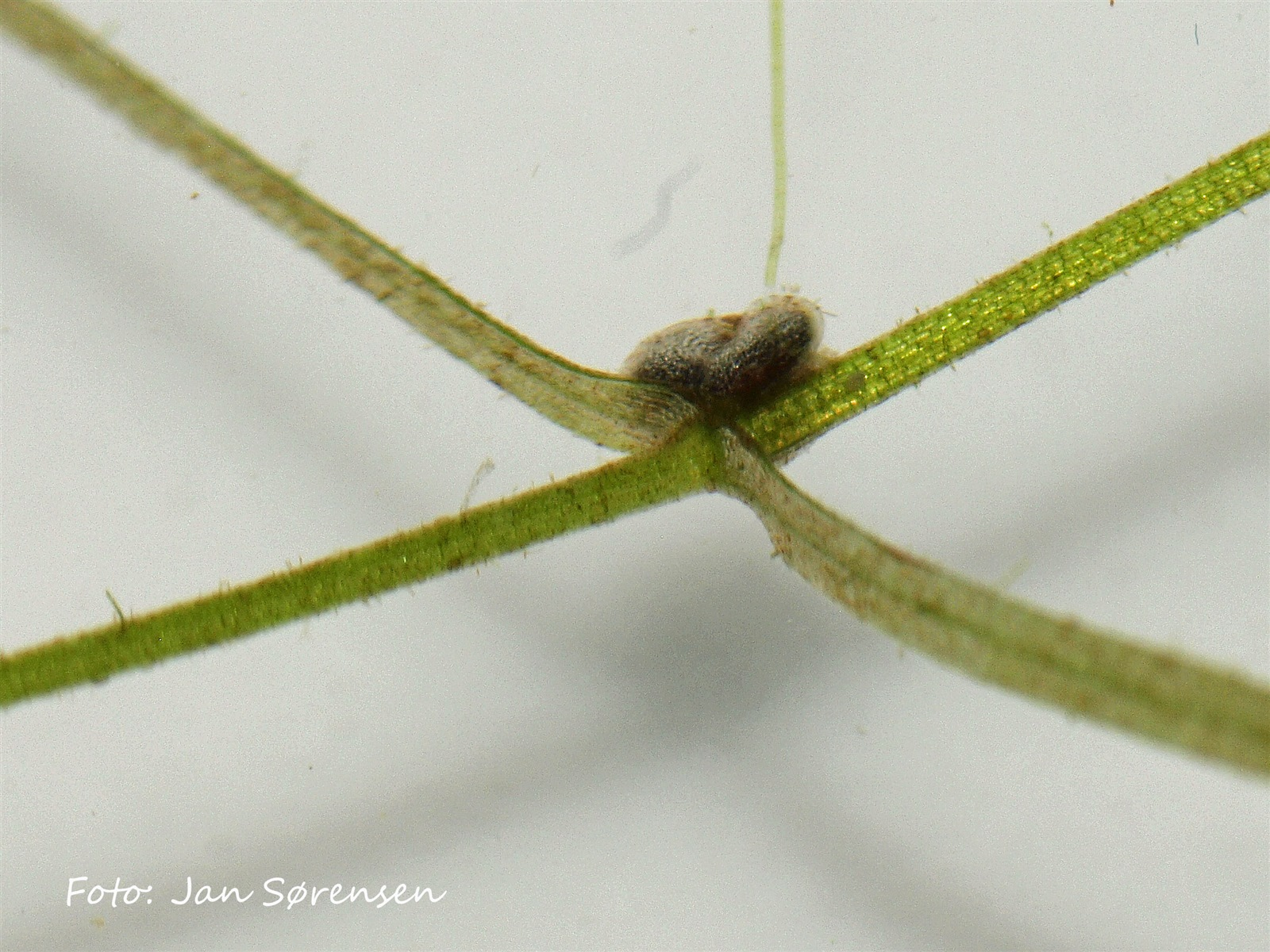
Vrucht

Gesteeld sterrenkroos komt voor in stilstaand of zwak stromend water.